# Decapitated
Decapitated là ban nhạc death metal thành lập tại Krosno, Ba Lan năm 1996. Ban nhạc được thành lập bởi guitarist Wacław "Vogg" Kiełtyka, và người em trai, tay trống Witold "Vitek" Kiełtyka. Một năm sau, ca sĩ Wojciech "Sauron" Wąsowicz và bassist Marcin "Martin" Rygiel. Sau khi phát hành hai demo, ban nhạc ký hợp đồng với Wicked World (công ty con của Earache Records) và, năm 2000, phát hành album đầu tiên, Winds of Creation. Năm 2002 và 2004, ban nhạc phát hành hai album Nihility và The Negation. Album thứ tư, Organic Hallucinosis được đặt nhiều kỳ vọng, phát hành năm 2006 với ca sĩ mới Adrian "Covan" Kowanek.
Cuối năm 2007, ban nhạc vướng vào một tai nạn giao thông. Vitek chết ở tuổi 23 vào ngày 2 tháng mười một, 2007 vì chấn thương của vụ tai nạn và Covan còn sống, nhưng anh ta rơi vào trạng thái hôn mê. Sau một quãng thời gian tan rã, Vogg quyết định tiếp tục ban nhạc và tái thành lập Decapitated với tay trống người Áo Kerim "Krimh" Lechner, ca sĩ Rafał Piotrowski và bassist Filip "Heinrich" Hałucha trong suốt năm 2009. Năm 2010, đội hình mới đã tham gia tuor diễn ở châu Âu, Úc và Bắc Mỹ.
Decapitated được thừa nhận là một trong những ban nhạc được chú ý nhất của thể loại này và một trong những ban nhạc techical death metal trình diễn tốt nhất. Ban nhạc có một lượng fan quốc tế lớn trong cộng đồng nhạc underground thế giới, và đã mang lại những điều mới mẻ cho death metal.

## Phong cách âm nhạc
Âm nhạc của Decapitated được sáng tác bởi Vogg, thủ lĩnh của ban nhạc, anh cộng tác với Vitek khi sáng tác trước khi Vitek chết. Decapitated được biết đến bởi những sáng tác và những đoạn nhạc không lời đậm chất kỹ thuật khi còn rất trẻ và có được lượng fan trên toàn thế giới trong cộng đồng âm nhạc underground. Trong bài nhận xét về album đầu tay của Decapitated, Allmusic nói "ban nhạc dường như không phải cố gắng để hiểu và điều khiển... những nhạc cụ và... những sáng tác cực kỳ chắc tay; ngay từ khi mới nghe." Đặc điểm của Nihility và Negation là "sức mạnh, trống blastbeat, guitar riff khó nghe nhưng đáng nhớ, và guitar solo sáng tạo" và sản phẩm ổn định ở một chất lượng cao. Trong bài nhận xét về album The Negation, Metal Hammer nói rõ "Sauron là một trong những ca sĩ tài năng nhất của dòng nhạc này". Với Organic Hallucinosis, Decapitated tập trung vào những yếu tố không truyền thống của death metal, ca khúc phức tạp hơn, nhiều hợp âm hơn; Covan đóng góp vocal đa dạng hơn. Yếu tố groove đáng chú ý đã được thêm vào trong âm nhạc của Decapitated.
Những album của Decapitated đều là những album quan trọng của death metal những năm đầu thế kỷ 21, Winds of Creation "có vai trò làm bùng lên ngọn lửa death metal" vốn đang nguội lạnh, và Organic Hallucinosis có ảnh hưởng sâu sắc tới sự phát triển về sau của dòng nhạc này. Theo Kerrang!, Decapitated đã phát hành "những album cổ điển; (...) những album làm giới trẻ chuyển mình về một trong những dòng nhạc có nhiều ban nhạc được tôn trọng nhất. Tomas Haake, tay trống của ban nhạc Meshuggah, phát biểu về cái chết của Vitek: "Cộng đồng nhạc metal đã mất đi một trong những tay trống tài giỏi và có tài nhất của thời đại! [...] Vitek là một tay trống thực sự tài năng, một thiên tài."

## Thành viên
| Thành viên hiện tại - Wacław "Vogg" Kiełtyka – guitars (1996−present) - Kerim "Krimh" Lechner – drums (2009−present) - Rafał Piotrowski – vocals (2009−present) - Filip "Heinrich" Hałucha – bass guitar (2009−present) | Thành viên sáng lập - Witold "Vitek" Kiełtyka (deceased) – drums (1996–2007) - Marcin "Martin" Rygiel – bass (1996–2007) - Wojciech "Sauron" Wąsowicz – vocals (1996–2005) - Adrian "Covan" Kowanek – vocals (2005–2007) |

| Man singing      |
| Rafał Piotrowski |

| Man playing an electric guitar |
| Vogg                           |

| Man playing a bass guitar |
| Filip Hałucha             |

| Man sitting behind a drum kit |
| Kerim Lechner                 |

## Tác phẩm
| Album phòng thu - Winds of Creation (2000) - Nihility (2002) - The Negation (2004) - Organic Hallucinosis (2006) - Carnival Is Forever (2011) - Blood Mantra (2014) - Anticult (2017) Album hình - Human's Dust (2008) - Live at the Rescue Rooms (2009) | Album live - Live Nottingham Rescue Rooms 20th Dec 2004 (2009) Demo - Cemeterial Gardens (1997) - The Eye of Horus (1998) Album tổng hợp - Polish Assault (2000) - The First Damned (2000) |

## Trích dẫn
1. ↑  Lawson, Dom (2006). "Heads Above The Rest" [Polish Destroyers Deliver The Death Metal Goods Again]. Kerrang!. Decapitated have already released three classic albums; superbly conceived and executed eruptions of technical brilliance and razor-sharp songwriting that have turned these youthful Poles into one of the genre's most widely respected bands. Remarkably, Organic Hallucinosis takes that knack for producing extreme music with integrity and bagfuls of hooks even closer to perfection
2. ↑  Eduardo Rivadavia. "Decapitated Biography". Allmusic. Truy cập ngày 26 tháng 4 năm 2009.
3. ↑  Decapitated's 'Winds Of Creation', 'Organic Hallucinosis' Released On Vinyl For First Time - ngày 20 tháng 7 năm 2010 Lưu trữ ngày 11 tháng 9 năm 2012 tại archive.today, Blabbermouth.net